# والیس
والیس (به انگلیسی: Wallice) با نام کامل والیس هانا واتانابه (به انگلیسی: Wallice Hana Watanabe) (زاده ۳ آوریل ۱۹۹۸) خواننده، ترانه‌سرا آمریکایی است.